# Vyhlazovací tábor Treblinka

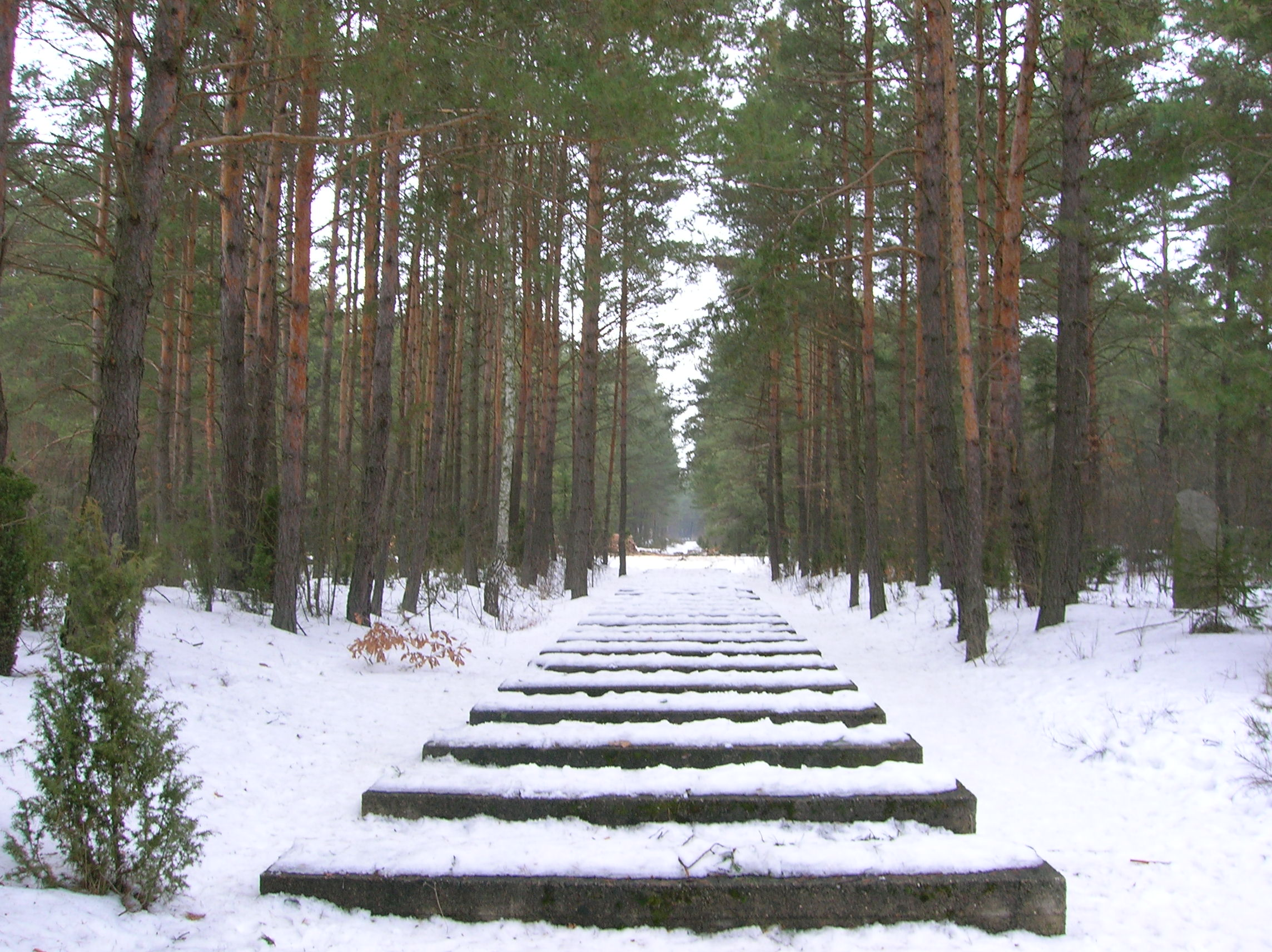
Symbolické obnovení kolejových pražců vedoucích do tábora

Treblinka byl nacistický vyhlazovací tábor v Polsku. Je položen zhruba 100 km severovýchodně od Varšavy na břehu řeky Západní Bug u stejnojmenné vesnice.
Původně (od roku 1941) se jednalo o pracovní tábor, ale již v červenci 1942 byl založen vyhlazovací tábor, tzv. Treblinka II, zde bylo prováděno systematické vyhlazování, především polských Židů. Tábor byl zrušen po vzpouře v srpnu 1943. Odhady počtu zavražděných se velmi liší, nejčastěji bývá udáváno 730 až 900 tisíc mrtvých (podle jiných pramenů až 1 000 000). Stal se tak druhým nejvražednějším táborem po Auschwitz–Birkenau II v době holokaustu. Přežili pouze uprchlí vězni. Vzhledem k relativně krátké době provozu (červenec 1942 – srpen 1943) a počtu obětí Treblinka drží děsivý rekord v počtu zavražděných na jednom místě v celé historii lidstva. Většina vězňů byla přivezena transporty z varšavského gheta.

## Založení tábora
Treblinka byla jedním ze tří vyhlazovacích táborů založených během Operace Reinhard, další dva byly Belzec a Sobibór. Stavba tří vyhlazovacích táborů vycházela z poznatků pilotního projektu tábora Chełmno. Operace Reinhard byla zastřešena samotným Heinrichem Himmlerem a řízena Odilo Globocnikem v Polsku. Vyhlazovací tábory v rámci operace Reinhard nespadaly do stejné kategorie a struktur řízení jako ostatní koncentrační tábory.

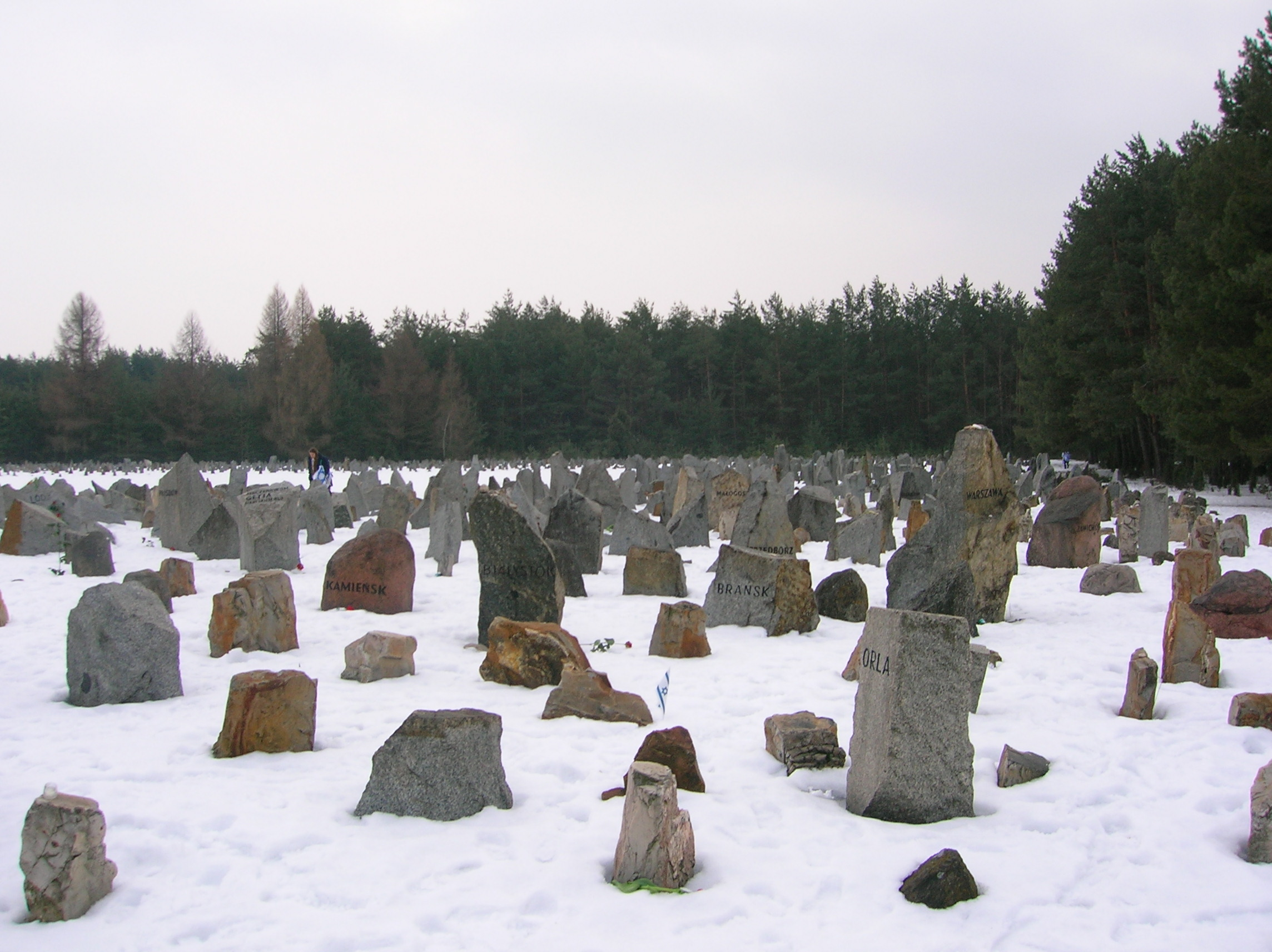
Památník Treblinka v zimě

Ještě před spuštěním Operace Reinhard bylo vyhlazeno okolo jednoho miliónu Židů. A to převážně příslušníky mobilních jednotek Einsatzgruppen spadajícími pod SS, kteří vraždili na území okupovaném Němci. Během systematického vyvražďování vyšla najevo skutečnost, že Němci nemohou postřílet milióny Židů, kteří jsou koncentrování v ghettu ve Varšavě a v dalších ghettech a koncentračních táborech po celé zemi. Nalezené řešení předpokládalo výstavbu vyhlazovacích táborů. Treblinka byla připravena k provozu 24. července 1942, kdy započal přesun Židů do tábora.
Podle vyjádření SS Brigadeführera Jürgena Stroopa bylo během 22. července až 3. října 1942 přesunuto do Treblinky z Varšavského ghetta okolo 310 000 osob.
Tábor se skládal ze dvou částí: Treblinka I (byla rozdělena do dalších dvou podčástí) a Treblinka II. První část Treblinky I sloužila jako administrativní část, která obsahovala ubikace SS jednotek, sektor ukrajinské gardy, velitelství, pekárnu, sklady a obytné prostory pro 1 000 vězňů, kteří zajišťovali chod tábora. Druhá část Treblinky I sloužila jako přijímací stanice pro nově příchozí vlaky a jejich náklad. Vedly sem prodloužené koleje z 2,5 kilometru vzdálené železniční zastávky Treblinka. V zadním prostoru se nacházely dvě budovy, které sloužily jako skladiště majetku přivezených vězňů. Jedna budova byla využívána jako místo pro ženy, které se zde musely svléknout a nechat si ostříhat vlasy. Byla zde také kancelář pokladníka, ve které si mohli vězni odložit své cennosti z bezpečnostních důvodů. Nacházela se zde také takzvaná ošetřovna (Lazarett), do které byli odnášeni zranění, nemocní a mrtví lidé. Jednalo se o rozlehlý dům, jehož základy a ostění jsou k vidění dodnes.

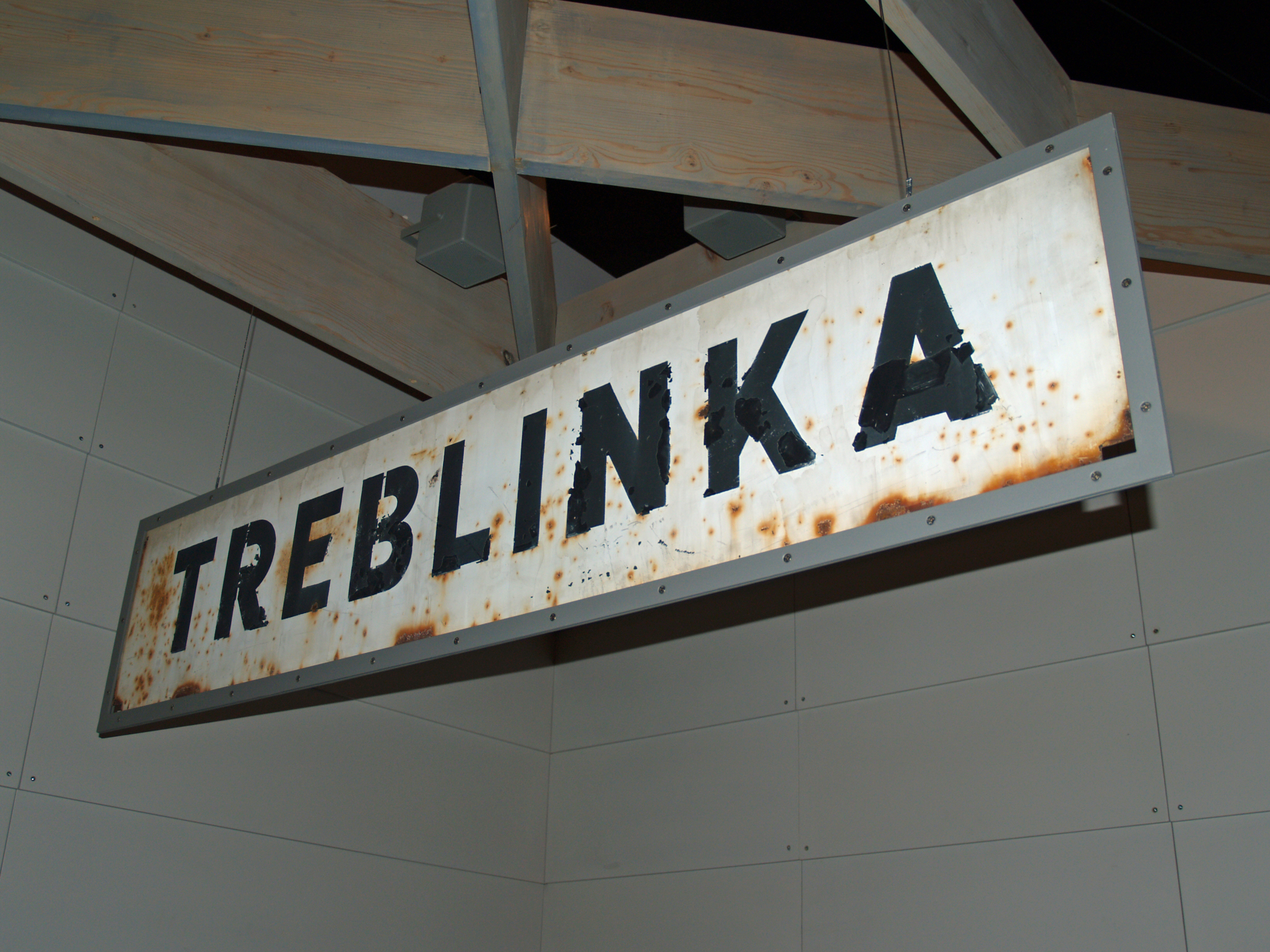

Treblinka II byla umístěna na malém kopci, kam vedla cesta obehnaná ostnatým drátem, kterou přezdívaly jednotky SS jako Himmelstraße – Cesta do nebe. Cesta vedla přímo do objektu s plynovými komorami. V září 1942 byla do provozu uvedena nová plynová komora, která byla schopna zavraždit 3 000 lidí za 2 hodiny. K plynování byly používány zplodiny z benzínového motoru, oběti se udusily oxidem uhelnatým.
V počáteční fázi byla těla pohřbívána v masových hrobech či kupena v táboře II, jelikož vězni neměli čas těla pohřbívat. Práce v pohřbívání velmi zaostávala za produkcí plynových komor a tak nepohřbená volně ležela na hromadách na volném prostranství. Zápach mrtvých těl byl cítit až 10 kilometrů daleko. Židé čekající ve vagónech věděli, co je čeká a tisíce jich raději spáchalo sebevraždu ve vlaku.
Po inspekci a výměně velitele tábora byla těla spalována a též byla vykopána a spálena již předtím pohřbená těla. Za budovou plynové komory byla vyhloubena velká jáma (1 metr široká a 20 metrů dlouhá), ve které hořel oheň na roštu z kolejnic. Těla byla z plynové komory vyvážena pomocí vozíků k jámě, kde byla okamžitě spalována.

Vedle lazaretu byl vybudován a dodnes stojí bazén na koupání. 

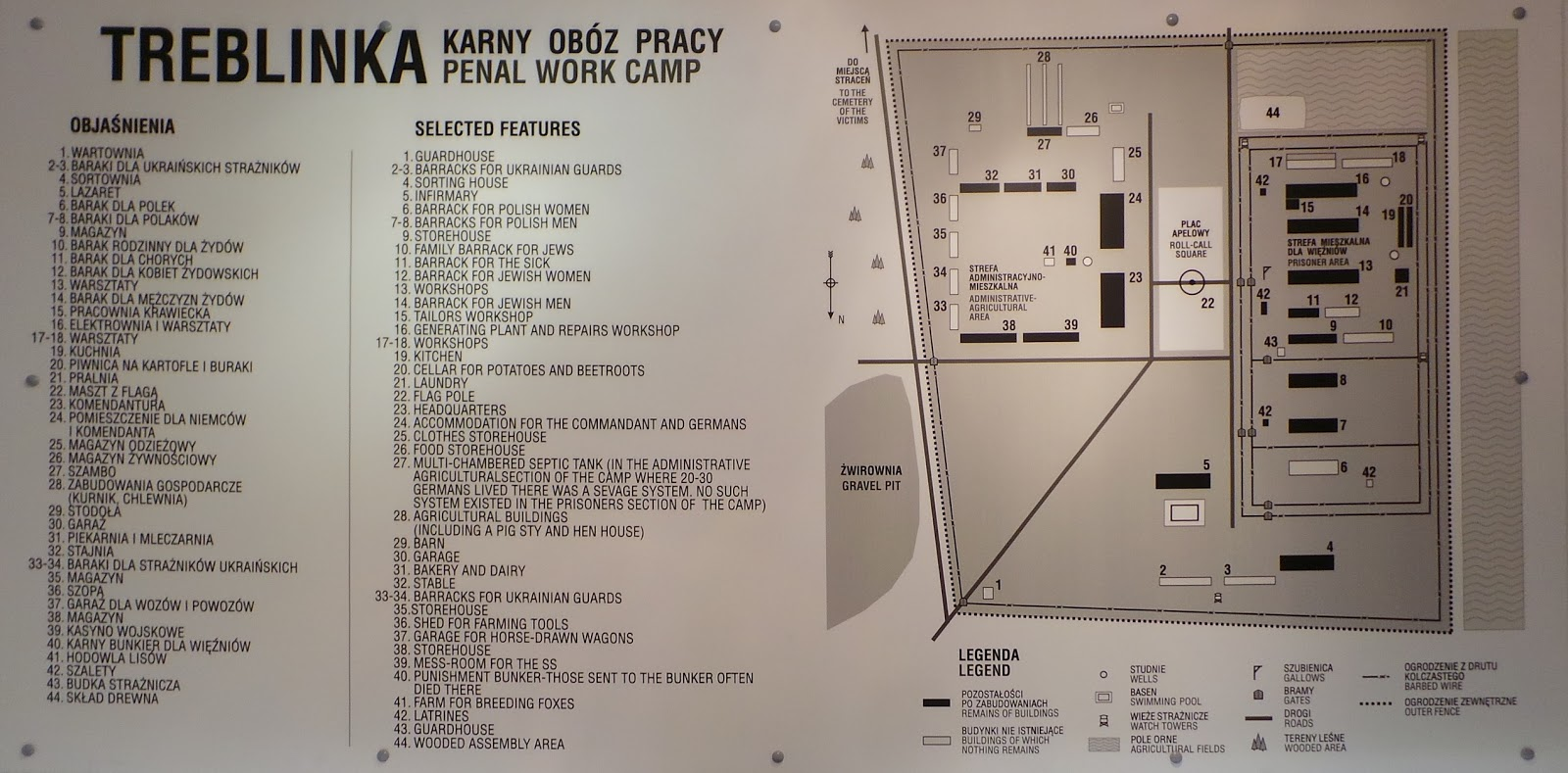
Mapa tábora Treblinka

## Odpor

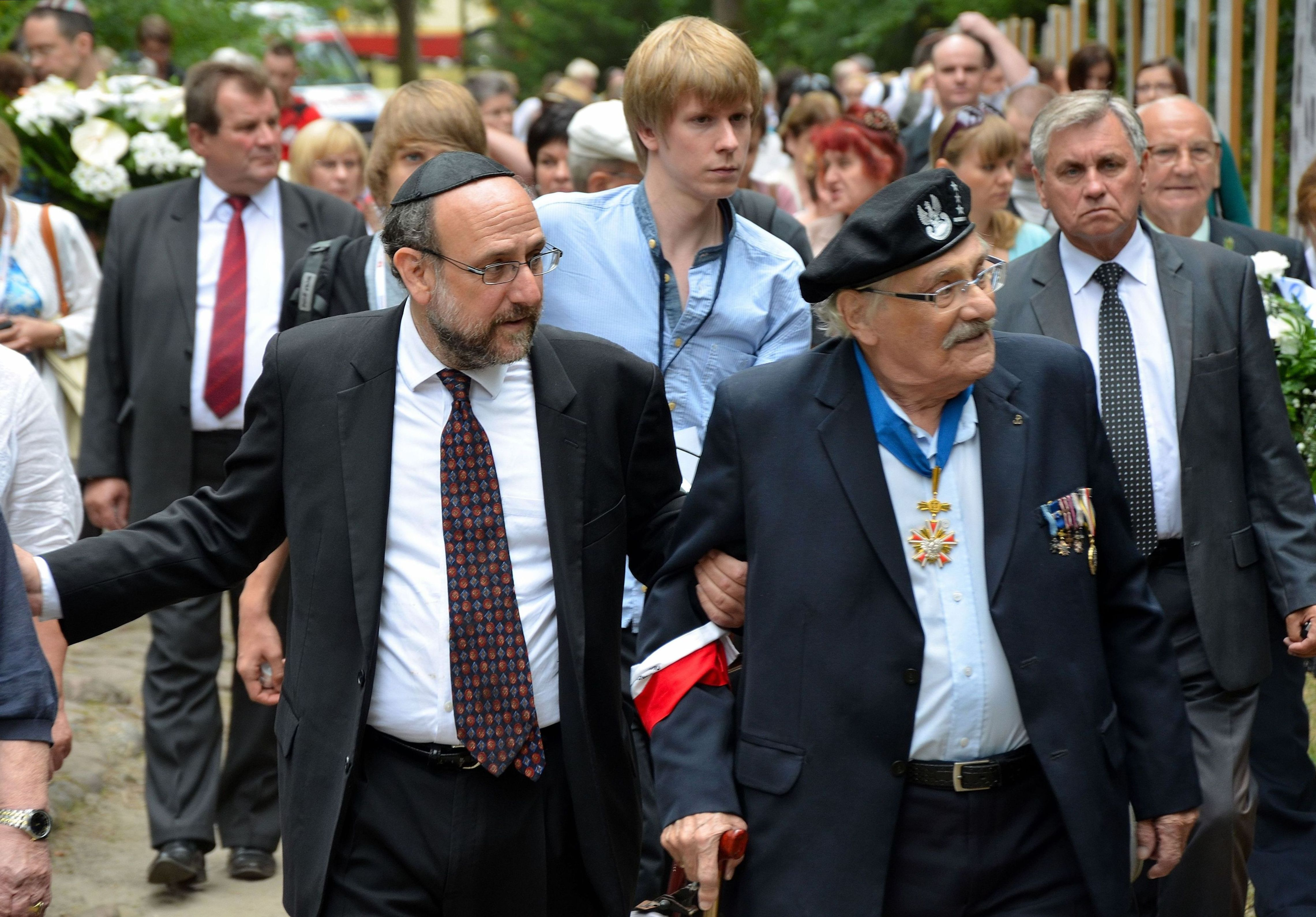
Vrchní polský rabín Michael Schudrich a Samuel Willenberg na cestě na vzpomínkovou slavnost u příležitosti 70. výročí vzpoury ve vyhlazovacím táboře Treblinka v Treblince.

V srpnu 1943 vyvolali pracující vězni vzpouru, během které nastříkali na budovy v táboře petrolej a zapálili je. Během vzpoury bylo zabito několik příslušníků ukrajinské gardy a lehce postřelen 1 příslušník SS, na rozdíl od povstání v Sobiboru, kde bylo zabito 11 příslušníků SS. Na útěku byla v okolních lesích postřílena asi polovina uprchlých vzbouřenců. Na počátku vzpoury byl zabit též 1 horlivý udavač, spoluvězeň. Je známo, že z 850 pracujících vězňů přežilo potlačení vzpoury pouze asi 60 z nich (mezi nimi i český spisovatel Richard Glazar). Vzpoura měla za následek zastavení práce tábora. Fatální následek vzpoury byl zapříčiněn zejména dvěma okolnostmi. Jednak byla vzpoura zahájena o půl hodiny dříve, než bylo domluveno mezi oběma částmi tábora, a poté v nastalém zmatku zapomněl určený vězeň přerušit telefonní vedení. Dozorci SS tak přivolali posily z nedaleké posádky.
Po vzpouře bylo rozhodnuto ukončit práci tábora a postřílet poslední židovské vězně v táboře. Tábor byl zničen požárem a vyvražďování polských Židů bylo téměř ukončeno. Odilo Globocnik napsal Himmlerovi, že operace Reinhard byla splněna a že uzavírá tábory. Poslední skupinka 30 židovských děvčat byla zastřelena v Treblince koncem listopadu 1943. Kurt Franz, zástupce velitele tábora Franze Stangla, později ve svém svědectví napsal: „Po povstání v srpnu 1943 jsem vedl tábor sám měsíc; ale během této doby nikdo nebyl poslán do plynové komory. Během této doby byl původní tábor opuštěn a na jeho místě byly vysázeny vlčí boby.“ Podobná vzpoura se uskutečnila i v táboře Sobibór.